# Partido judicial de La Orotava
El partido judicial de La Orotava es uno de los 19 partidos judiciales en los que se divide la comunidad autónoma de Canarias , siendo el partido judicial n.º 8  de la provincia de Santa Cruz de Tenerife y uno de los 12 partidos judiciales de dicha provincia.
El ámbito territorial, que viene regulado por el Real Decreto 529/1983, de 9 de marzo, comprende los municipios de :
La Matanza de Acentejo, La Orotava, Los Realejos, San Juan de la Rambla, Santa Úrsula y La Victoria de Acentejo